# Webera nitescens
Webera nitescens là một loài Rêu trong họ Bryaceae. Loài này được (Kindb.) Kindb. miêu tả khoa học đầu tiên năm 1902.